# Tematangi
Tematangi è un atollo appartenente all'arcipelago delle Isole Tuamotu nella Polinesia francese. L'atollo più vicino è quello di Mururoa, localizzato 161 km a est-sud-est.

## Storia
Il primo contatto europeo avvenne con il Capitano William Bligh il 5 aprile 1792 a bordo della nave Providence. All'epoca di questa visita l'atollo era disabitato.